# Parafia św. Wawrzyńca w Cerekwicy
Parafia św. Wawrzyńca w Cerekwicy – znajduje się w dekanacie Trzebnica w archidiecezji wrocławskiej. Erygowana w XV wieku.
Obsługiwana przez księży archidiecezjalnych. Jej proboszczem jest Ks. mgr lic. Jacek Olszewski .

## Parafialne księgi metrykalne
| Księgi metrykalne | Okres ewidencji |
| ----------------- | --------------- |
| chrztów           | 1800 -          |
| ślubów            | 1800 -          |
| zgonów            | 1815 -          |